# Pam Kilbornová
Pamela Kilbornová-Ryanová (* 12. srpna 1939 Melbourne) je bývalá australská sportovkyně. Vyhrála celkem 17 individuálních australských mistrovství mezi 1962 a 1972. Narodila se v Melbourne. Tam začala soutěžit v atletice na konci 50. let. Soutěžila za tým univerzitních středních škol pod trenérem Henriem Schubertem spolu se svou dobrou přítelkyní Judy Amooreovou (později Pollock).